# Graeme Dott
Graeme Dott, chamado de The Pocket Dynamo, é um jogador profissional de snooker. Foi campeão britânico sub-19 em 1992 e campeão amador da Escócia em 1993. Profissional desde 1994. Em 2006 venceu o campeonato mundial de snooker e o China Open em 2007. Em 2010 foi finalista vencido no campeonato mundial, perdendo para Neil Robertson - que nunca tinha vencido Dott anteriormente - e após derrotar Peter Ebdon. Regressou ao Top 16 em 2010/2011.
Presentemente (2019) está no 20.º lugar no ranking mundial.

## Títulos
Para o ranking mundial
- Campeonato mundial de snooker - 2006
- China Open - 2007